# Садва
Садва — река в России, протекает по территории Вышневолоцкого района Тверской области. Впадает в озеро Шитово (исток реки Шегры). Длина реки составляет 39 км, площадь водосборного бассейна — 155 км².

## Данные водного реестра
По данным государственного водного реестра России относится к Верхневолжскому бассейновому округу, водохозяйственный участок реки — Тверца от истока (Вышневолоцкий гидроузел) до города Тверь, речной подбассейн реки — Волга до Рыбинского водохранилища. Речной бассейн реки — (Верхняя) Волга до Куйбышевского водохранилища (без бассейна Оки).
Код объекта в государственном водном реестре — 08010100512110000002109.

### Притоки
(указано расстояние от устья)
- 8,8 км: река Ольховка (пр)